# Штромберг (Гунсрюк)
Штромберг (нім. Stromberg) — місто в Німеччині, розташоване в землі Рейнланд-Пфальц. Входить до складу району Бад-Кройцнах. Центр об'єднання громад Штромберг.
Площа — 9,02 км2. Населення становить 3381 ос. (станом на 31 грудня 2020).